# Zikim
Zikim (hebräisch זִיקִים Sīqīm, deutsch ‚Funken‘) ist ein Kibbuz im Süden Israels mit 809 Einwohnern (2018). Er liegt direkt am Mittelmeer, acht Kilometer südlich von Aschkelon und drei Kilometer nördlich des Gazastreifens.

## Geschichte

Kibbuz Zikim 1956

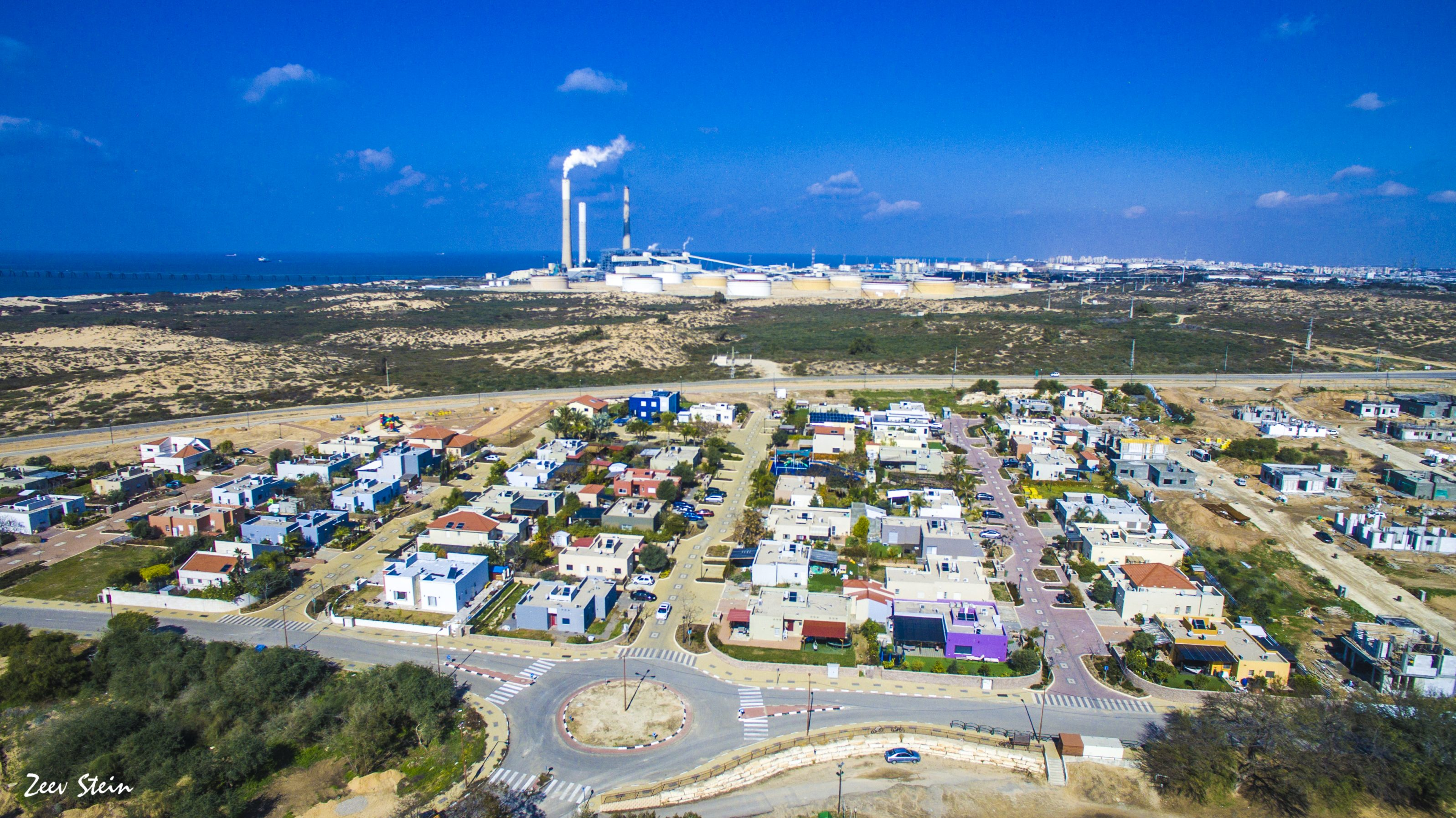
Kibbuz Zikim 2017

Der Kibbuz wurde 1949 auf der Fläche des infolge der Nakba entvölkerten palästinensischen Dorfes Hiribya von einer Gruppe junger Juden aus Rumänien gegründet, die vor ihrer Ankunft im Mandatsgebiet Palästina im Jahr 1947 der sozialistisch-zionistischen Jugendorganisation Hashomer Hatzair angehörten. Zur Zeit ihrer Ankunft war die jüdische Besiedlung der Negev sehr spärlich, und jeder neue Ort galt als ein „Lichtpunkt“ (zik) in der Wildnis. Nach der Gründung von Zikim siedelten sich hauptsächlich Einwanderer aus Südamerika an.
In der jüngeren Vergangenheit wurde Zikim mehrfach vom Gazastreifen aus mit Kassam-Raketen beschossen. Seit 2007 zählt Zikim zum so genannten Gaza Envelope, dem Grenzgebiet entlang der Grünen Linie mit zahllosen Einschlägen aus dem Gazastreifen, das Israels besonderer steuerlicher Förderung unterliegt. Am 11. September 2007 wurde ein bei Zikim befindliches Ausbildungscamp der Israelischen Streitkräfte von einer aus Bait Lahiya abgeschossenen Rakete getroffen, dabei wurden 50 Soldaten verletzt. Um sich vor Raketeneinschlägen zu schützen, wurden im Kibbuz Unterstände und Bushaltestellen aus Beton gebaut und nahezu jedes Haus mit einem Betonanbau, ähnlich einem Bunker, versehen.
Im Zuge des Terrorangriffs der Hamas auf Israel am 7. Oktober 2023 griffen sechs Terroristen den Kibbuz an. Der Angriff wurde durch den Sicherheitsdienst des Kibbuz abgewehrt. Vor dem Angriff hatten die Terroristen am Strand vor dem Kibbuz 17 Zivilisten ermordet. Seither ist der Kibbuz evakuiert (Stand Mai 2025). Die Einwohner wurden im Kibbuz Maʿale Hachamischa untergebracht.

## Wirtschaft
In Zikim werden vor allem Mangos und Avocados angebaut und eine der größten Molkereien Israels betrieben. Ebenfalls zum Kibbuz gehört das international tätige Unternehmen Polyrit, welches auf die Herstellung von Polyurethanen spezialisiert ist. Im Jahre 1971 gründete der Kibbuz die  Matratzenfabrik Polyron, welche sich seither zu einer der erfolgreichsten Matratzenfabriken in Israel entwickelt hat.